# Andrena yasumatsui
Andrena yasumatsui is een vliesvleugelig insect uit de familie Andrenidae. De wetenschappelijke naam van de soort is voor het eerst geldig gepubliceerd in 1952 door Hirashima.